# Alfie Whiteman
Alfie Whiteman (geboren 2 oktober 1998) is een professionele Engelse keeper uitkomend voor Tottenham Hotspur.
1 Vicario ·
3 Reguilón ·
6 Drăgușin ·
7 Son  ·
8 Bissouma ·
9 Richarlison ·
10 Maddison ·
13 Udogie ·
14 Gray ·
15 Bergvall ·
16 Werner ·
17 Romero ·
18 Yang ·
19 Solanke ·
20 Forster ·
21 Kulusevski ·
22 Johnson ·
23 Porro ·
24 Spence ·
28 Odobert ·
29 Sarr ·
30 Bentancur ·
31 Kinský ·
33 Davies ·
37 Van de Ven ·
40 Austin ·
41 Whiteman ·
42 Lankshear ·
47 Moore ·
Coach: Postecoglou
· Assistent-trainer: Mason
· Assistent-trainer: Jedinak